# Phlomis mobullensis
Phlomis mobullensis là một loài thực vật có hoa trong họ Hoa môi. Loài này được Hub.-Mor. miêu tả khoa học đầu tiên năm 1979.